# Obed-Zeit

Verbreitungskarte der Obed-Kultur.

Die Obed-Zeit (auch Obed-Horizont, Obeid-Zeit oder englisch Ubaid culture) ist eine archäologische Periode des späten Chalkolithikums in Mesopotamien. Sie dauerte von etwa 5500 bis 3500 v. Chr. und ist nach der Obed-Kultur benannt.

## Forschungsgeschichte
Die Obed-Zeit ist nach dem Fundort Tell el-Obed benannt, einem Siedlungshügel (Tell) in Mesopotamien.

## Chronologie
Die Obed-Kultur dauerte etwa von 5500 bis 3500 v. Chr. Definiert wird die Obed-Phase durch die Keramik. Ihre Verzierung besteht aus dunklen, umlaufenden Bändern und dazwischen eingefügten Mustern. Das Musterrepertoire ist gegenüber früheren Perioden merklich vereinfacht. Die Ausführung der Zeichnungen deutet auf die Nutzung einer drehbaren Arbeitsplatte (Tournette), jedoch noch keiner sich drehenden Töpferscheibe. Die Keramik wurde zunächst nur im Süden Babyloniens hergestellt. Später breitete sie sich über ganz Vorderasien bis nach Mersin (Kilikien), Syrien und Ostanatolien aus.
Man unterscheidet anhand der Verzierung und der Färbung der Keramik vier Perioden:
- Eridu-Keramik: etwa 5500 v. Chr.
- Obed I: etwa 5300 v. Chr.
- Obed II: etwa 4800 v. Chr.
- Obed III: etwa 4400 v. Chr.
- Obed IV: etwa 3900 v. Chr.

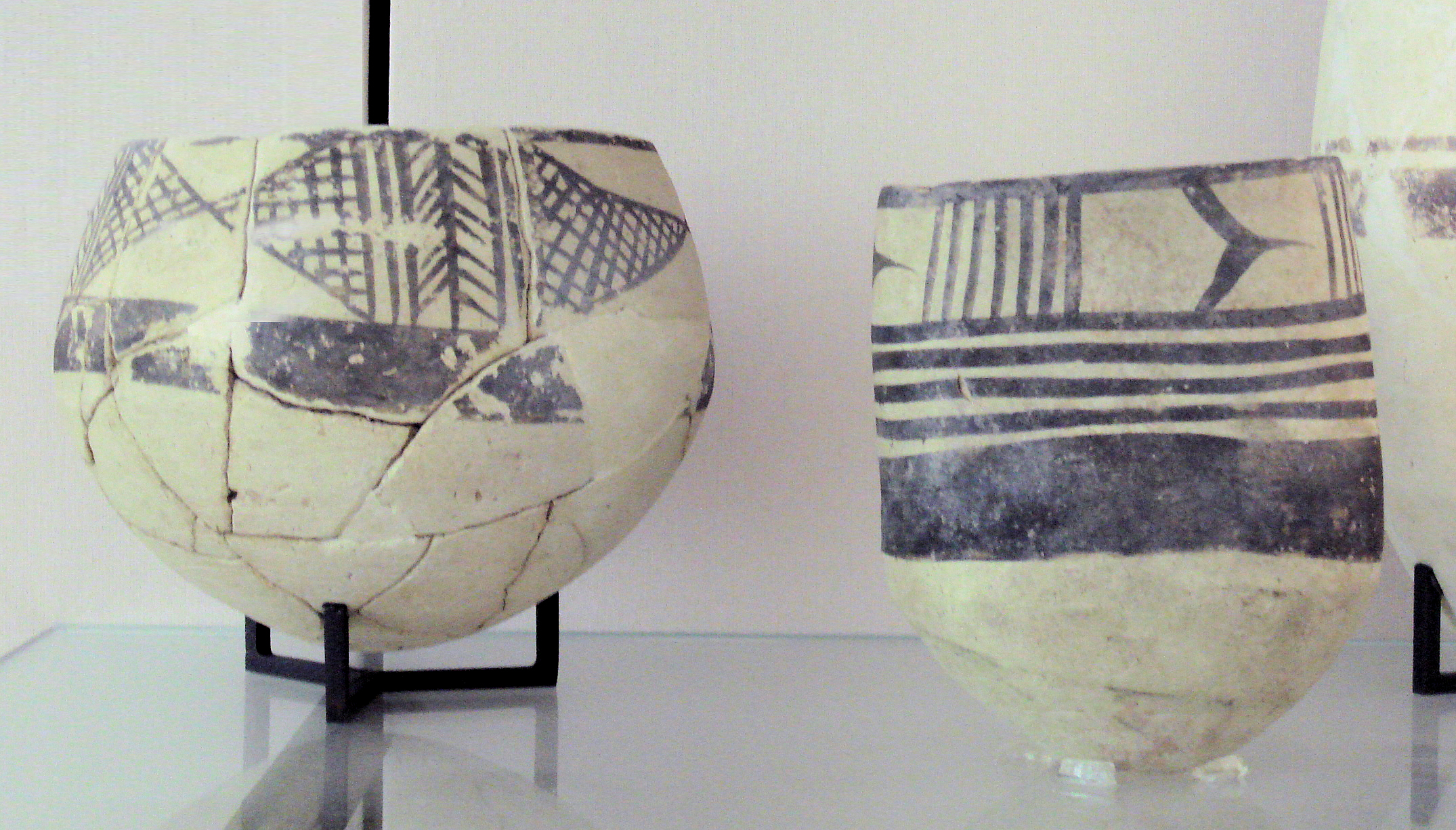
Obed-Keramik, 4700–4200 v. Chr.
aus Tello, dem antiken Girsu;
Louvre, Paris

Man unterschied in der Archäologie auch die frühe Obeid-Zeit oder Obeid-3-Zeit (4550–4100/4000 v. Chr.) von der späten Obeid-Zeit oder Obeid-4-Zeit (4100/4000–3500 v. Chr.)
Danach beginnt die älteste Stufe der Urukperiode.

## Siedlungen
In dieser Periode wurde in Mittelmesopotamien Landwirtschaft bereits mit Hilfe künstlicher Bewässerung betrieben. Die bekanntesten Siedlungen dieser Periode sind Eridu, Ur und das namensgebende Tell el-Obed. Es tritt ein Haus mit neuartigem Grundriss auf, das Mittelsaalhaus. Hier diente ein zentraler Raum als funktionales Zentrum und Verteiler zu den angrenzenden Räumen. Bitumenreste als Fragmente von Dichtmaterial für Schiffe, die mehr als 7000 Jahre alt sind, haben Archäologen in as-Sabiyah (Kuwait), einem neolithischen Dorf, am Rand einer Lagune entdeckt. Vermutlich existierte dort eine Anlegestelle für mesopotamische Händler. Es spricht einiges dafür, dass die Keramik von Obed, die man entlang der arabischen Halbinsel bis nach Bahrain und Katar und am anderen Ufer des Persischen Golfs fand, über das Meer und nicht auf dem Landweg befördert worden ist.

## Sozialstruktur
Neu scheinen auch die sich in unterschiedlichen Bauten ausdrückenden Statusunterschiede zu sein. Ebenso fanden sich zentrale Gemeinschaftsbauten, die offensichtlich nicht für den Kult verwendet wurden. Besonders aufschlussreich ist hier das komplett ergrabene Tell Abada. Es ist sehr wahrscheinlich, dass sich die Entwicklung einer politischen und/oder religiösen Elite schon vollzogen hatte, also eine Hierarchisierung stattgefunden hatte.
Erstmals scheinen sich auch überregionale Zentren herausgebildet zu haben. So fand man in Tepe Gaura drei große Zentralbauten (möglicherweise „Tempel“), die unmöglich nur für eine Siedlung dieser Größe bestimmt sein konnten. Es ist anzunehmen, dass dieser Ort das kultische Zentrum der Region war. Insgesamt ist der Befund durch das Fehlen weiterer aussagekräftiger Funde bisher noch unvollständig und unscharf. Nur in der Susiana kann man ein überregional kultisches Zentrum mit großer Sicherheit nachweisen, da man hier ein größeres Areal untersucht und in kleineren Orten keine Kultbauten wie in Susa gefunden hat.

## Wirtschaft
In der Wirtschaft wurden schon Kontrollmechanismen angewendet, was sich durch die Funde von Zählmarken und Stempelsiegeln in einer großen Bandbreite an Mustern belegen lässt, die vor allem an Terrakotten von kleinen Menschen und Tieren gefunden wurden. Auch die Anlage von Bewässerungskanälen – allerdings im Regenfeldbau – wurde nachgewiesen.

## Ausbreitung
Warum  diese Kultur im Vergleich zu ihren Vorgängern so weit verbreitet war, ist umstritten. Lange Zeit wurde angenommen, dass die Träger der Obed-Kultur wanderten. Neuere Theorien gehen von einer gleichzeitigen, konvergierenden Entwicklung bei unterschiedlichen Bevölkerungsgruppen aus. Nicht unbeeinflusst voneinander, aber doch eigenständig, könnten sich die sozio-ökonomischen Strukturen parallel entwickelt und ausgedrückt haben, eher durch den kulturellen Austausch als durch einwandernde Gruppen veranlasst.

## Gleichzeitige Kulturen
Die Entwicklung im iranischen Hochland verlief in Teilen ähnlich (Vgl. etwa Tall-i Bakun). Die Keramik wurde wie in den anderen Teilen Vorderasiens bemalt – allerdings waren die Muster meist figürlicher als anderswo. Jedoch ist das Mittelsaalhaus nicht nachgewiesen. Schon hier scheint die traditionelle Verbindung zwischen Mesopotamien und dem Iran zu beginnen. Zum einen bestand in der Folgezeit immer eine kulturelle Verbindung, bei gleichzeitig je eigenständiger Entwicklung.